# Lista comunelor din Sidi Bel Abbes

Harta Algeriei cu provincia Sidi Bel Abbes evidențiată

Din provincia Sidi Bel Abbes fac parte următoarele comune:
- Aïn Adden
- Aïn El Berd
- Aïn Kada
- Aïn Thrid
- Aïn Tindamine
- Amarnas
- Badredine El Mokrani
- Belarbi
- Ben Badis
- Benachiba Chelia
- Bir El Hammam
- Boudjebaa El Bordj
- Boukhanafis
- Chettouane Belaila
- Dhaya
- El Hacaiba
- Hassi Dahou
- Hassi Zehana
- Lamtar
- Makedra
- Marhoum
- M'Cid
- Merine
- Mezaourou
- Mostefa Ben Brahim
- Moulay Slissen
- Oued Sebaa
- Oued Sefioun
- Oued Taourira
- Ras El Ma
- Redjem Demouche
- Sehala Thaoura
- Sfissef
- Sidi Ali Benyoub
- Sidi Ali Boussidi
- Sidi Bel Abbes
- Sidi Brahim
- Sidi Chaib
- Sidi Daho des Zairs
- Sidi Hamadouche
- Sidi Khaled
- Sidi Lahcene
- Sidi Yacoub
- Tabia
- Tafissour
- Taoudmout
- Teghalimet
- Telagh
- Tenira
- Tessala
- Tilmouni
- Zerouala